# Microrregión de Cascavel (Paraná)
La microrregión de Cascavel es una de las microrregiones del estado brasileño del Paraná perteneciente a la mesorregión Oeste Paranaense. Su población fue estimada en 2010 por el IBGE en 460.794 habitantes y está dividida en dieciocho municipios. Posee un área total de 8.516,073 km².

## Municipios
- Anahy
- Boa Vista da Aparecida
- Braganey
- Cafelândia
- Campo Bonito
- Capitão Leônidas Marques
- Cascavel
- Catanduvas
- Corbélia
- Diamante do Sul
- Guaraniaçu
- Ibema
- Iguatu
- Lindoeste
- Nova Aurora
- Santa Lúcia
- Santa Tereza do Oeste
- Três Barras do Paraná

- Datos: Q2556558